# Heringia jakutorum
Heringia jakutorum är en tvåvingeart som först beskrevs av Stackelberg 1952.  Heringia jakutorum ingår i släktet gallblomflugor, och familjen blomflugor. Inga underarter finns listade i Catalogue of Life.